# Loin de moi
Loin de moi è un album in studio della cantante franco-italiana Dalida, pubblicato nel 1961 da Barclay.

## Tracce
Lato A
1. Loin de moi
2. Plus loin que la terre
3. Comme une symphonie
4. Avec une poignée de terre
5. Nuits d'Espagne

Lato B
1. Cordoba
2. Tu ne sais pas
3. Reste encore avec moi
4. Tue peux le prendre
5. Protégez-moi Seigneur